# Paul Büchel
Paul Büchel (Greifenberg, 3 de agosto de 1907 – 2 de fevereiro de 1986) foi um comandante de U-Boot que serviu na Kriegsmarine durante a Segunda Guerra Mundial.